# Teodomiro (ostrogodo)
Teodomiro (en gótico: Þiudamers) fue rey de los ostrogodos, de la dinastía de los Amalos.

## Historia
Jordanes, en su libro De origine actibusque Getarum, indica que fue hijo y sucesor de Vandalarius. Se casó con Ereleuva, con quien tuvo dos hijos: Teodorico y Amalafrida. 
Como vasallo de Atila participó en las conquistas de las tierras romanas del Danubio y participó del lado de Atila en la batalla de los Campos Cataláunicos. Tras la muerte de Atila, y la derrota de los hunos en la Batalla de Nedao (454) con la subsiguiente disolución del Imperio huno, los godos de su hermano Valamiro fueron establecidos por el emperador Marciano en Panonia entre Sirmio y Vindobona a entre 456 y comienzos de 457.
Valamiro compartió el poder con sus hermanos Videmiro y Teodomiro, organizando el reino ostrogodo de Panonia en tres distritos, pero Valamiro era el que tenía el título de rey. Con la muerte de Valamiro (468/469), su parte territorial en el reino la asumió su sobrino Teodorico, y su hermano Teodomiro asumió la dignidad regia.
Tras la guerra contra hérulos, gépidos y esciros por el dominio de Panonia, en el año 473, los ostrogodos decidieron buscar mejores oportunidades dentro del Imperio romano, y se dividieron. El grupo de Videmiro se dirigió con una parte de los ostrogodos hacia Italia, pero fueron derrotados y el emperador Glicerio los ubicó en la Galia con los visigodos. Por su parte, los ostrogodos de Teodomiro con el apoyo imperial se desplazaron a través de los Balcanes hacia Tracia, requeridos por el emperador, puesto que un general ostrogodo, Teodorico Estabón, se había rebelado y se había proclamado rey, lo que amenazaba la posición regia de Teodomiro y de su hijo Teodorico.
En el año 474 los ostrogodos se establecieron en la región de Macedonia, y Teodomiro convirtió a Kyrros en el centro de su nuevo reino federado del Imperio. En esta ciudad designó a su hijo Teodorico como su sucesor y falleció poco después.